# Hadí kořen větší
Hadí kořen větší (Bistorta major), česky též rdesno hadí kořen, je druh rostliny z čeledi rdesnovité. Je to asi 1 metr vysoká bylina se střídavými listy a klasovitým květenstvím růžových květů. Je rozšířena i v České republice. Roste zejména na vlhkých stanovištích. Druh je využíván v lékařství a léčitelství.

## Výskyt
Roste především v mírném podnebném pásu Evropy i Asie a místy zasahuje i do subarktického. Nejčastěji je k nalezení na nevysychavých horských loukách, lesních mýtinách, světlých hájích, na březích vodních toků a rybníků a stoupá až k horní hranici lesa, v nižších polohách se vyskytuje zřídka. V České republice roste především v podhůří až do subalpínského stupně. Jen málo je rozšířeno v nižších polohách, téměř vůbec se nevyskytuje v jižních Čechách,jižní Moravě a v Krkonoších.

## Popis
Rostlina vyrůstá z tlustého, vně hnědého a uvnitř téměř bílého vytrvalého oddenku který postupně dřevnatí. Oddenek je prohnutý a je poset šupinatými zbytky po uschlých lodyhách a listech, které z něj po stranách postupně vyrůstaly. Tyto lysé listy s dlouhými křídlovitými řapíky raší brzy z jara a jsou vejčitě kopinaté, po stranách zprohýbané a vespod šedozelené, ostrým hrotem zakončené. Z nich vyrůstá až 1 m vysoká lodyha, která se nikdy nevětví. Lodyžní listy, 3 až 6, mají téměř shodný tvar, jsou však většinou přisedlé, objímají lodyhu dlouhými hnědými pochvami s krátkými, lysými botkami.
Lodyha je ukončena hustým, 4 až 7 cm dlouhým klasnatým květenstvím bledě růžových květů, které vyrůstají většinou po dvou na tenkých stopkách z paždí blanitých, lodyhu objímavých listenů. Tyto květy mají pět eliptických až vejčitých okvětních lístků dlouhých až 4 mm, mezi nimi je 8 tyčinek přečnívající okvětí a svrchní semeník, který má na svém konci 3 tenké čnělky s bliznami. Tyčinky jsou uspořádány ve dvou přeslenech, ve vnějším je jich pět s introrzními prašníky a ve vnitřním tři s extrorzními, prašníky jsou růžové až fialové barvy. Vespod mezi tyčinkami jsou drobné načervenalé nektarové žlázky.
Z těchto dvou květů vyrůstajících v těsné blízkosti vedle sebe je obvykle jeden oboupohlavný a druhý samčí se zakrslým pestíkem. Postupně se rozvíjejí protandrické květy oboupohlavné, a to směrem od spodu k vrcholu květenství. Nejdříve v nich dozrávají prašníky a vysypávají pyl, zatímco nedospělé blizny jsou ještě skryty uvnitř květů. Hmyz tento pyl roznáší na dříve rozkvetlé rostliny, které již mají blizny schopné opylení. Když prašníky pyl vypráší, opadnou. Tehdy blizny dozrávají, vysouvají se z květů a čekají na opylení pylem z jiné, později vykvetlé rostliny. Záhy se počnou rozvíjet i druhé květy z páru, samčí, jejichž zralé prašníky se vysunují z květů a dotýkají se blizen sousedních květů a sypou na ně pyl. Pokud nebyly blizny hmyzem opyleny cizím pylem, dojde nyní k samoopylení. Po vyprášení pylu samčí květy uschnou a opadnou. Rostliny kvetou ve středoevropských podmínkách převážně v červnu a červenci.
Opylený semeník dospívá v leskle hnědou, hladkou, trojbokou, v trvalém okvětí zabalenou nažku. Rostliny se kromě nažek roznášených větrem rozmnožují i kořenovými oddenky.

## Využití
V minulosti se hadí kořen používal v lidovém léčitelství jako protilátka při hadím uštknutí. V současnosti se prášek z jeho kořene užívá proti průjmu při úplavici a jako stahující při krvácení trávicího traktu, při hemeroidech a silné menstruaci. Jeho údajných protizánětlivých účinků lidoví léčitelé dále využívají proti mokvajícím ekzémům a při popáleninách. Vysazuje se na nepevné břehy vodních toků které zpevňuje svými navzájem propletenými oddenky.[zdroj?]
Hadí kořen větší je živnou rostlinou pro housenky v Evropě ohroženého motýla ohniváčka rdesnového (Lycaena helle), který je v ČR považován za druh silně ohrožený.

## Hadí kořen větší

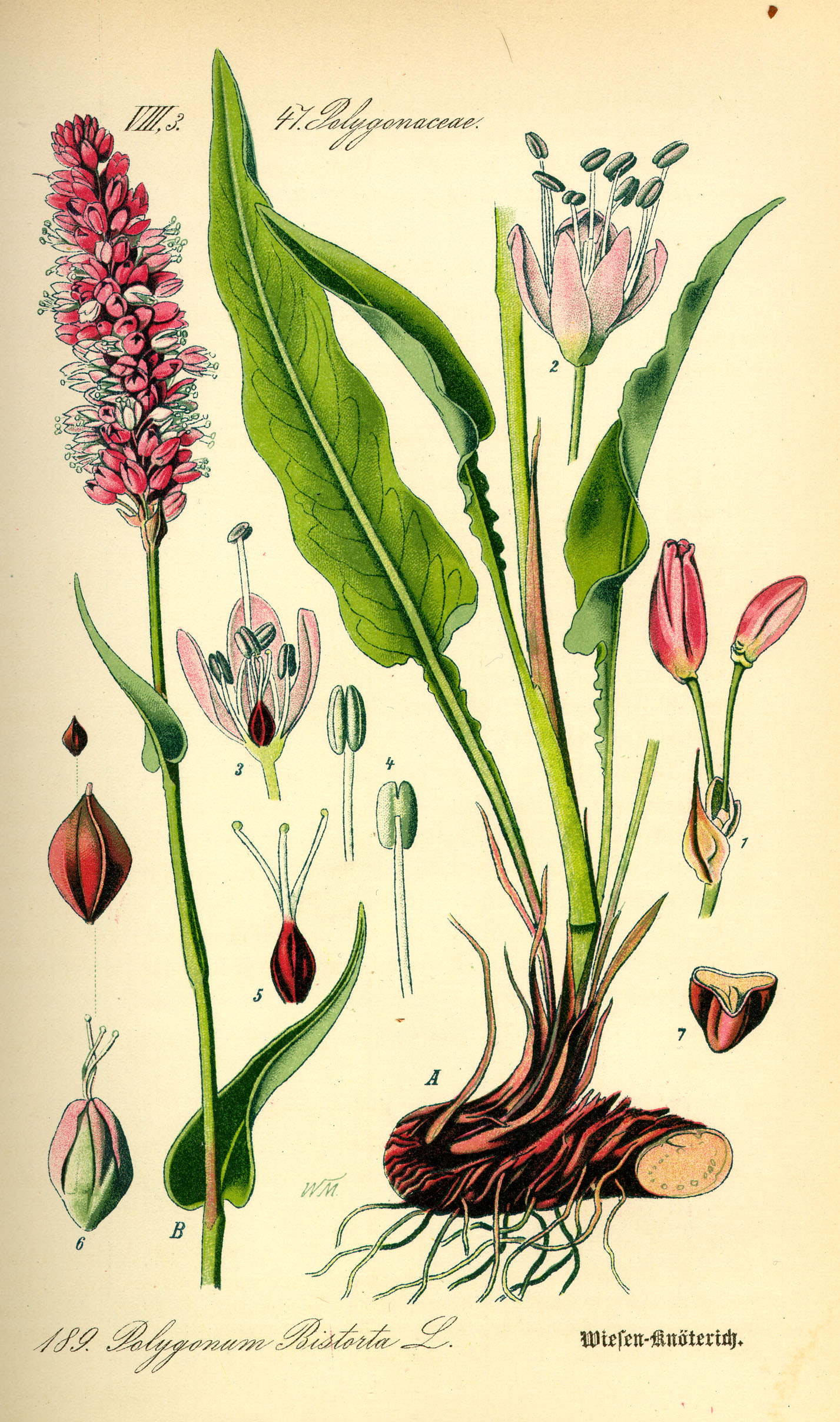
Ilustrace
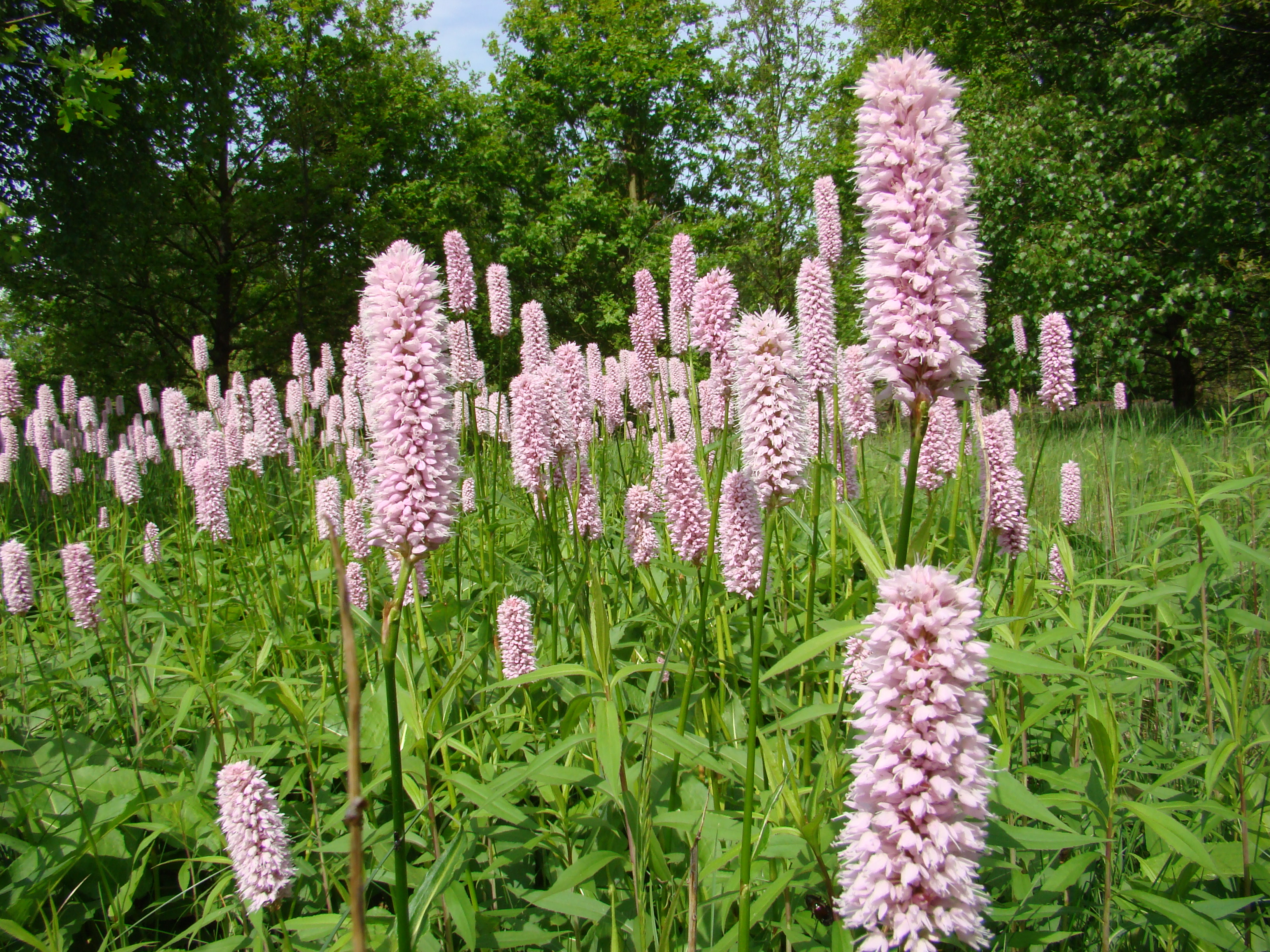
Porost hadího kořene
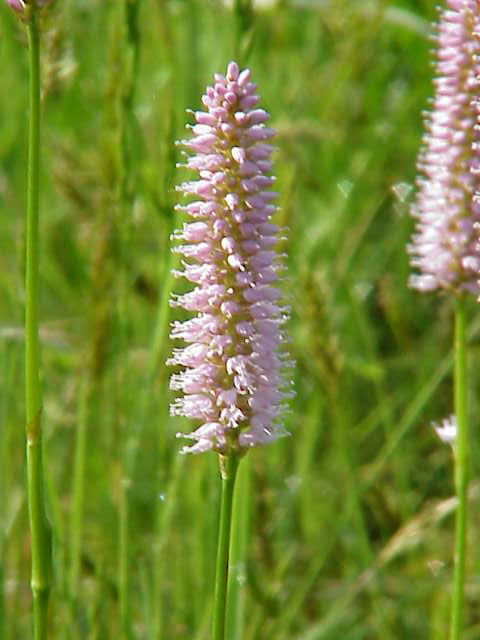
Květenství
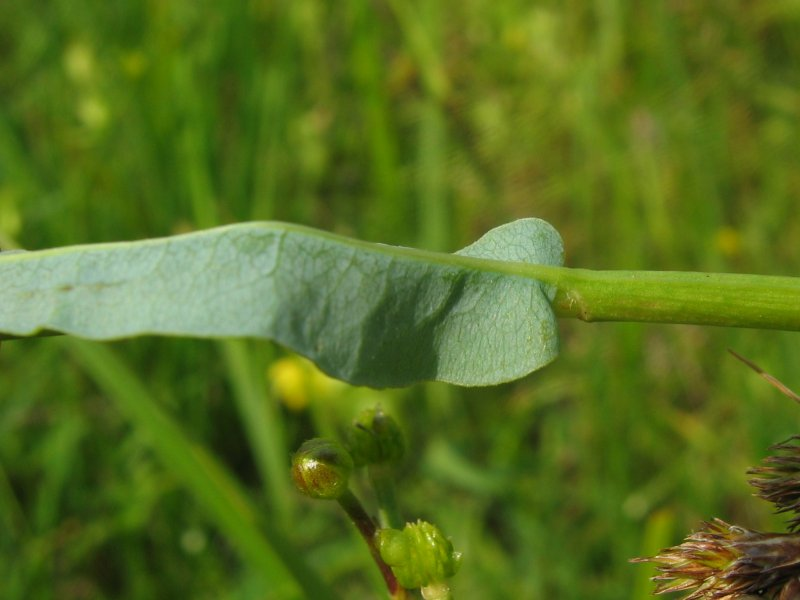
List